# Schenkové ze Stauffenbergu
Schenkové ze Stauffenbergu či jen Stauffenbergové jsou německý šlechtický rod původem ze Švábska.  

## Historie
Rod je v písemných pramenech poprvé doložen k roku 1262.  
Jejich rodové jméno pochází od dědičného úřadu číšníků (německy Schenk) u švábských Hohenzollernů na hrabství Zollern. Svůj predikát odvozují po dnes již zaniklém hradě Stauffenberg.  
Roku 1692 byl původně rytířský rod povýšen mezi svobodné pány a roku 1785 dosáhla jedna z linií rodu hraběcí hodnosti.  
Mezi jejich majetek náležela panství Wilflingen, Amerdingen, Rißtissen, Lautlingen, Greifenstein, Geislingen a Jettingen, jež byla roku 1803 mediatizována a připadla zčásti Bavorskému a zčásti Württemberskému království.  
Zřejmě nejznámějším členem rodu byl německý důstojník Claus Schenk von Stauffenberg, který se roku 1944 podílel na neúspěšném atentátu na Hitlera.